# San Secondo Parmense
Pour les articles homonymes, voir San Secondo.
San Secondo Parmense (en dialecte parmesan San Zgónd) est une commune italienne de la province de Parme dans la région Émilie-Romagne. Le village se situe à 18 kilomètres de Parme et fait partie du territoire de la Bassa parmense. Un produit typique dérivé du porc est l'épaule cuite de San Secondo.

## Histoire
Ce sont les vestiges archéologiques qui ont permis de connaître les premiers êtres humains ayant habité ces terres lors de l'époque préhistorique (âge de bronze) et romaine (à l'est de la rivière Taro).

## Monuments et patrimoine
- Le Château des Rossi (XVe siècle) a vu avec le temps sa structure subir de grands changements (dans les salons, les fresques décorant les plafonds et les murs, en particulier dans la salle Geste Rossigne).
- Église du IXe siècle : Pieve Romanica de San Genesio.
- À proximité du château fort sont situés : 
  - Les oratoires Vergine del Serraglio (XVIIe siècle) et San Luigi (XVIIIe siècle),
  - L'église Vergine Annunciata (XVe siècle),
  - L'hôpital de la Misericordia (XVIIe siècle).

## Personnalités liées à la ville
- Alberta Brianti (1980-), joueuse de tennis née à San Secondo Parmense

## Administration
| Période                                  | Période  | Identité       | Étiquette     | Qualité |
| ---------------------------------------- | -------- | -------------- | ------------- | ------- |
| 03/2010                                  | En cours | Attilio Ubaldi | Liste Civique | maire   |
| Les données manquantes sont à compléter. |          |                |               |         |

### Hameaux
Case Pizzo, Castellaicardi, Copezzato, Ronchetti, Valle, Villa Baroni

## Communes limitrophes
Fontanellato, Roccabianca, Sissa, Soragna, Trecasali